# Team Hell No
Team Hell No was een professioneel worsteltag team dat actief was in de WWE. Het team bestond uit Kane en Daniel Bryan.

## In het worstelen
- Kane's finishers
  - Chokeslam
  - Tombstone Piledriver
  - Sideslam

- Daniel Bryans finishers
  - LeBell Lock / Yes Lock / No Lock

- Manager
  - Dr. Shelby

- Entree thema's
  - "Veil of Fire" van Jim Johnston - Kane
  - "Flight of the Valkyries" van Jim Johnston - Daniel Bryan

## Prestaties
- WWE
  - WWE Tag Team Championship (1 keer)